# Compagnie électro-mécanique
Pour les articles homonymes, voir CEM.
La Compagnie Électro-Mécanique, (CEM) était une entreprise française d'électrotechnique. Elle est reprise par Alsthom en 1983.

## Origine
Fondée en 1885, basée à Paris, Le Havre (usine construite en 1895, rachetée à Westinghouse par CEM en 1920),,, Le Bourget (1903),, Nancy (1967), Dijon, Lyon (1907), Villeurbanne, etc., la société était une filiale de l'entreprise suisse Brown, Boveri & Cie (BBC), qui devient, en 1988, Asea Brown Boveri (ABB), par fusion avec le concurrent suédois ASEA.
En 1900, Brown Boveri confie à un de ses jeunes ingénieurs, Paul Desombre, centralien (promotion 1894), la direction de sa filiale française Compagnie Électro-Mécanique,, ce qui marque le début de l'essor de l'entreprise. Il reste à sa tête de 1900 à 1940.  
Son siège social était situé au 12, rue Portalis et au 37, rue du Rocher, à Paris (8e).

## Domaines d'activité
La Compagnie Électro-Mécanique produisait des machines électriques (machines à courant continu, machines synchrones et asynchrones), des générateurs, des transformateurs, des turbines, du matériel roulant ferroviaire,,, de l'appareillage électrique, des équipements et installations d'électronique de puissance, etc.
La CEM était également partie prenante dans la recherche scientifique, par exemple en relation avec des institutions gouvernementales comme la Délégation générale à la recherche scientifique et technique (DGRST),.
Les turbines du paquebot France étaient de construction CEM (CEM-Parsons de 160 000 ch).
En 1977, l'effectif de la CEM était de 11 000 personnes dont 1 000 ingénieurs. Le chiffre d'affaires était de 2 milliards de francs dont environ 25 % à l'exportation. Les moyens de production étaient répartis sur 12 usines en France et 16 ateliers de réparation (REPELEC). Le réseau commercial était constitué d'une trentaine d'agences en France et d'environ 190 bureaux de vente dans le monde.

## Reprise par Alsthom
En 1977, au plus fort du programme français de développement de l'énergie nucléaire, BBC cède la branche électronucléaire de CEM à Alsthom qui reprend l'usine du Bourget, spécialisée dans la production des grosses turbines à vapeur et des gros alternateurs équipant les centrales nucléaires,.
La reprise par Alsthom s'achève en 1983, lorsque BBC vend la plus grande partie des activités restantes de CEM. Une petite partie, l'appareillage électrique et les petits moteurs électriques fabriqués à Lyon, ainsi que quelques activités commerciales et d'Ingénierie, restent au sein de BBC.

## Direction
De 1971 à 1983, le président-directeur général de l'entreprise était Roland Koch.

## Implantations industrielles
Selon le répertoire du Groupe BBC Brown Boveri de janvier 1983.
- Transformation, transport et distribution d'énergie : usine du Havre
- Moyennes et grosses machines tournantes : usine de Nancy
- Traction (TCO Traction CEM-Oerlikon), filiale : Paris (rue du Rocher, 8e), usines d'Ornans (moteurs) et de Villeurbanne (électronique, avenue du Bel-Air)
- Traction (CIMT Compagnie industrielle de matériel de transport), filiale : Paris (avenue Raymond-Poincaré, 16e), usine de Marly-lez-Valenciennes
- Réfrigération, filtration, pompes, émetteurs UV (SCAM puis CEM-Systèmes SCAM) : Paris (rue La-Boétie, 8e) puis Bagnolet (Les Mercuriales), usine de Cramoisy
- Turbocompresseurs : Le Blanc-Mesnil
- Moteurs électriques : Lyon (place Bir-Hakeim), usine de Décines
- Moteurs électriques et servomoteurs (Parvex) : usine de Dijon
- Appareillage électrique basse tension (PETERCEM SA), filiale commune de BBC Allemagne et CEM : Lyon (avenue Felix-Faure) et Saint-Priest
- Équipements, produits et composants électroniques : Paris (rue du Rocher, 8e – Tour Courcellor, rue Curnonsky, 17e), Asnières, usine de Villeurbanne (rue Alfred-de-Musset)
- Robotique (SCEMI) : usine de Bourgoin-Jallieu
- Isolants stratifiés et matériaux composites (FIBRE ET MICA) : usine de Villeurbanne (chemin de la Ligne-de-l'Est)
- Centres de recherche (CERCEM) : Le Bourget (rue du Commandant-Rolland), Lyon (avenue Seignemartin)
- Travaux extérieurs (Ingénierie des montages et installations) : Stains (avenue Aristide-Briand)
- Réparation et maintenance (REPELEC) : Le Havre, Boulogne-Billancourt, Saint-Herblain, Maizières-lès-Metz, Lille, Gondreville, Villeurbanne, Aiguebelle, Avignon, Bordeaux, Limoges, Casablanca, Alger
- Laborde et Kupfer, filiale : Vénissieux
- Hyperbar Diesel, filiale : Trappes
- Technos et Cie, filiale : Paris (rue du Rocher)
- Compagnie industrielle pour la transformation de l'énergie (COGIE), filiale de BBC Allemagne : Bobigny
- Hager Modulaire SA, filiale de BBC Allemagne : Obernai
- CEAG SARL, filiale de BBC Allemagne : Saint-Cloud
- Kent France SA : Les Ulis
- Compteurs Kent SA : Lyon